# Municipio de Logan (condado de Decatur)
El municipio de Logan (en inglés: Logan Township) es un municipio ubicado en el condado de Decatur en el estado estadounidense de Kansas. En el año 2010 tenía una población de 33 habitantes y una densidad poblacional de 0,36 personas por km².

## Geografía
El municipio de Logan se encuentra ubicado en las coordenadas 39°52′19″N 100°41′2″O / 39.87194, -100.68389. Según la Oficina del Censo de los Estados Unidos, el municipio tiene una superficie total de 92.71 km², de la cual 92,71 km² corresponden a tierra firme y (0 %) 0 km² es agua.

## Demografía
Según el censo de 2010, había 33 personas residiendo en el municipio de Logan. La densidad de población era de 0,36 hab./km². De los 33 habitantes, el municipio de Logan estaba compuesto por el 100 % blancos. Del total de la población el 0 % eran hispanos o latinos de cualquier raza.